# Pierre-Antoine Tillard
Pierre-Antoine Tillard es un deportista francés que compite en piragüismo en la modalidad de eslalon. Ganó dos medallas en el Campeonato Europeo de Piragüismo en Eslalon de 2018, oro en la prueba de C1 por equipos y bronce en la de C2 por equipos.

## Palmarés internacional
| Campeonato Mundial | Campeonato Mundial      | Campeonato Mundial | Campeonato Mundial |
| Año                | Lugar                   | Medalla            | Competición        |
| ------------------ | ----------------------- | ------------------ | ------------------ |
| 2018               | Praga (República Checa) | Medalla de oro     | C1 por equipos     |
| 2018               | Praga (República Checa) | Medalla de bronce  | C2 por equipos     |